# Trompeterallee 15 (Mönchengladbach)

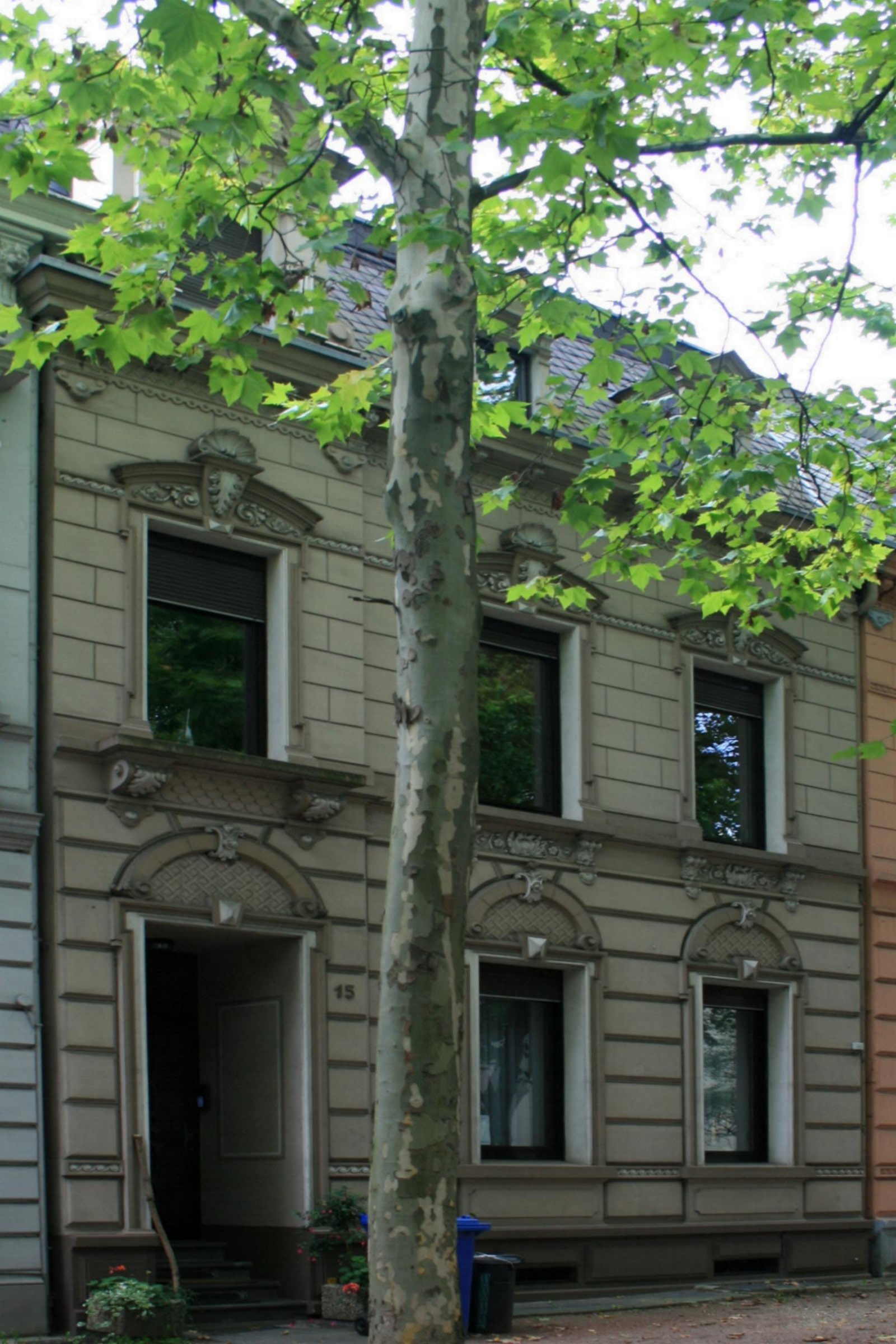
Wohnhaus (2010)

Das Wohnhaus Trompeterallee 15 steht im Stadtteil Wickrath in Mönchengladbach (Nordrhein-Westfalen).
Das Gebäude wurde 1895 erbaut und unter Nr. T 009 am 17. September 1991 in die Denkmalliste der Stadt Mönchengladbach eingetragen.

## Lage
Das Objekt liegt in der auf das 18. Jahrhundert zurückgehenden Achse, die vom Schloss Wickrath ausgeht und nach Nordwesten als Trompeterallee bis in den Wickrather Busch führt. 

## Architektur
Ein traufständiges, zweigeschossiges, dreiachsiges Reihenwohnhaus unter Mansarddach mit rückwärtigem Anbau unter Flachdach. Die linke Achse ist risalitartig vorgesetzt und nimmt den Hauszugang auf. Sie wird durch eine mit einem Rundbogengiebel abgeschlossene Lukarne betont. Die Fassade zeigt über einem abgesetzten Sockel mit Kellerbelichtungen profilierte Putzstreifen im Erdgeschoss und einen glatten Quaderputz im Obergeschoss. 
Über den hochrechteckigen Fenstern im Erdgeschoss liegen Rundbogenfelder mit geometrischer Stuckdekoration, im Obergeschoss mit vorgeblendeten Stichbogenfeldern, die von aufgeputzten Keilsteinen mit Muschelaufsätzen gekrönt sind. In der Mansarddachfläche liegt in den beiden rechten Achsen je eine Dachgaube unter Satteldach.
Das Objekt ist aus städtebaulichen Gründen als Baudenkmal schützenswert.